# Love in your eyes (album)
(The) Love in your eyes is een muziekalbum van The Cats uit 1974 (Nederland, in de VS in 1973).
De elpee was de eerste plaat die een Volendamse band in de Verenigde Staten opnam, te weten in Los Angeles. De elpee werd in 38 landen uitgebracht.
Op de elpee stond een van de grootste hits van The Cats ooit, Be my day, die zes weken op nummer 1 van de Nederlandse Top 40 stond. Het album zelf stond drie weken op nummer 1 van de Album Top 100, waar het bij elkaar twaalf weken in stond. Het behaalde de goudstatus.
Op de elpee stonden vijf nummers van Arnold Mühren en Piet Veerman in een nieuwe versie en verder nog een nummer van Cees Veerman. Anders dan bij de andere albums uit de afgelopen succesvolle jaren stond op dit album opnieuw werk van andere schrijvers dan van de bandleden zelf.
Het boek Lost on Larrabee - The 'Love in your eyes' recordings in L.A. van Johan Tol en Michel Veerman uit 2014 heeft de opnames van dit album in Hollywood tot onderwerp. Lost on Larrabee is het café dat zich tegenover de Larrabee-studio's bevond. De productie lag in handen van Al Capps en in de VS werd het album uitgebracht door het label Fantasy van Snuff Garrett.

## Nummers
| Nummer | Naam                                                 | Geschreven door                         | Duur | Opmerkingen                      |
| --- | ---------------------------------------------------- | --------------------------------------- | ---- | -------------------------------- |
| A1 | Be my day                                            | Larry Murray                            | 3:01 |                                  |
| A2 | A clown never cries                                  | Al Capps, Gordon Marron en Reid Reilich | 2:27 |                                  |
| A3 | If you'll be my woman                                | Cees Veerman                            | 4:07 | nieuwe versie                    |
| A4 | Love in your eyes                                    | Al Capps, Gordon Marron en Reid Reilich | 2:21 |                                  |
| A5 | Saturday mornings and the Western show               | John Durrill                            | 3:11 |                                  |
| A6 | Let's dance                                          | Piet Veerman                            | 2:31 | nieuwe versie                    |
| B1 | If you're gonna tangle (in a love triangle)          | Bobby Flax en Lanny Lambert             | 2:43 |                                  |
| B2 | She's on her own                                     | Arnold Mühren                           | 3:31 | nieuwe versie                    |
| B3 | Time machine (hey, come on back in time)             | Arnold Mühren en Piet Veerman           | 3:06 | nieuwe versie                    |
| B4 | One way wind                                         | Arnold Mühren                           | 3:29 | nieuwe versie                    |
| B5 | Moonchild                                            | Gregg Williams en Mike Kennedy          | 2:13 |                                  |
| B6 | A letter                                             | Piet Veerman en John Möring             | 3:32 | nieuwe versie                    |
| Later zijn er van dit album opnieuw versies op cd uitgebracht waarop bonustracks staan. Deze cd is net als alle andere platen van The Cats in 2014 opgenomen in het verzamelwerk Complete. Op deze uitgave waren de bonustracks als volgt: |                                                      |                                         |      |                                  |
| 13. | Rock 'n' roll (I gave you the best years of my life) | Kevin Johnson                           |      |                                  |
| 14. | Mississippi                                          | Arnold Mühren en Piet Veerman           |      |                                  |
| 15. | Sois ma femme                                        | Larry Murray                            |      | Franstalige versie van Be my day |